# O dilema da centopeia
O dilema da centopeia é um breve poema que dá o nome a um fenômeno psicológico chamado efeito centopeia ou síndrome do centopeia. Ocorre quando uma atividade que normalmente é realizada automaticamente ou inconscientemente é prejudicada quando o tornada consciente ou por refletir sobre ela. Por exemplo, se um golfista se concentrar demais no balanço do taco ou um futebolista pensar cuidadosamente sobre como a bola é jogada, a realização da tarefa pode acabar prejudicada. Tarefas desse tipo são melhor executadas de forma inconsciente do que conscientemente. Este efeito também é conhecido como hiperreflexão ou a lei de Humphrey, e foi formulado pelo psicólogo George Humphrey (1889-1966) em 1923. Em suas próprias palavras: "É uma rima psicológica". Contém uma verdade profunda que aparece todos os dias nas nossas vidas.

## O poema
O poema é atribuído a  Katherine Craster (1841–1874) autora de Pinafore Poems (1871). A partir de 1881, começou a aparecer em revistas como The Spectator  e The Living Age. Mais tarde, o zoólogo britânico E. Ray Lankester citou o poema em um de seus artigos, publicado na revista científica Nature o 23 de maio de 1889, sobre o trabalho do fotógrafo Eadweard Muybridge capturando o movimento dos animais. A versão original é a seguinte: 
Uma centopeia passeava contente
até que um sapo zombeteiro lhe dize:
"Conta-me, em que ordem moves as patas?"
Enchendo de dúvidas a tal ponto
que caiu exausto no fosso

sem saber como correr.

## Em psicologia e filosofia
O psicólogo George Humphrey falou sobre o em 1923, no seu livro "A história da mente humana "Nenhum homem habilidoso em sua profissão necessita de uma atenção constante no trabalho rotineiro". Se prestasse tal atenção, o trabalho estaria perdido». Seguiu comentando a história da centopeia, dizendo: "É um poema psicológico. Contém uma verdade profunda que aparece cada dia na vida de todos nós. Ocorreria conosco se prestássemos uma atenção consciente a qualquer hábito bem assimilado, como por exemplo, caminhar". A chamada lei de Humphrey sustenta que uma vez que a realização de uma tarefa foi automatizada, o pensamento consciente sobre ela, ao mesmo tempo que se executa, tem um efeito negativo no resultado. O hábito diminui e chega a eliminar a atenção que as tarefas rotineiras requerem, mas pode acontecer que esta automaticidade seja interrompida pela atenção para o que normalmente é uma competência inconsciente.
O filósofo Karl Popper citou o efeito centopeia no seu livro Knowledge and the Mind-Body Problem: In Defence of Interaction (O conhecimento e o problema da mente e o corpo: em defesa do interacionismo): "Quando aprendemos certos movimentos até o ponto de que se encontram embaixo do nível do controle consciente, se tentamos realizá-los de maneira consciente interferimos neles tão seriamente que os deteríamos". Como exemplo, menciona o violinista Adolf Busch. Quando o seu companheiro de profissão Bronisław Huberman lhe perguntou como tocar certa passagem de um Concerto para violino Beethoven, respondeu-lhe que era bastante simples, e ao tentar demonstrar, descobriu que não conseguia fazê-lo conscientemente.
O psiquiatra psicanalista Theo L. Dorpat analisou perguntas irrelevantes no processo de pensamento dos seus pacientes durante sessão de psicoterapia no seu livro Gaslighting com «a história da centopeia que descobriu que era incapaz de andar quando lhe perguntaram: "O que está acontecendo com o seu trigésimo quarto pé esquerdo?"

## Referências culturais

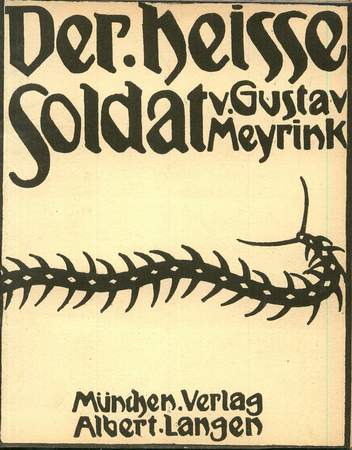
Portada do ardente soldado e outras #histÃ³ria, de Gustav Meyrink